# Thisted
 Ovo je glavno značenje pojma Thisted. Za druga značenja pogledajte Thisted (razdvojba).
Thisted je grad u općini Thisted, koja se nalazi u danskoj regiji Sjeverni Jutland. Thisted ima 13 005 stanovnika (popis iz 2011.) i smješten je na poluotoku Jylland. Ime grada dolazi od staronordijskog boga rata Tyr (staronordijski Týr). Status grada je dobio godine 1500.

## Povijest
U Thistedu postoje nalazišta iz brončanog doba, a najpoznatiji je Langdos tumul (gromila ili mogila), a to je zemljani humak pod kojim se nalazi jedan ili više grobova. Taj tumul je dugačak 175 metara, a potječe negdje između 1800. do 1000. pr. Kr.
U Thistedu se nalazi i crkva koja je rađena u gotičkom stilu, a na vanjskom dijelu se nalaze napisi na runskoj abecedi (futhark ili fuþark), a to su nizovi povezanih abeceda koje koriste slova poznata kao rune, koje su prije koristili germanski jezici, najviše u Skandinaviji i na Britanskim otocima.

## Sport
U Thistedu je najpoznatiji nogometni klub Thisted FC, koji igra u drugoj Danskoj nogometnoj ligi. Najpoznatiji nogometaš koji potječe iz tih krajeva je Jesper Grønkjær, bivši reprezentativac Danske.

## Gospodarstvo
Thisted je najpoznatiji po pivovari Thisted Bryghus, koja proizvodi visoko kvalitetno organsko pivo.